# Galati Mamertino
Galati Mamertino település Olaszországban, Szicília régióban, Messina megyében. Lakosainak száma 2261 fő (2023. január 1.). Galati Mamertino Longi, Tortorici, Frazzanò és San Salvatore di Fitalia községekkel határos.

## Népesség
A település lakossága az elmúlt években az alábbi módon változott:
| Lakosok száma | 2581 | 2516 | 2261 |
|               | 2017 | 2018 | 2023 |